# Reformierte Kirche Cinuos-chel

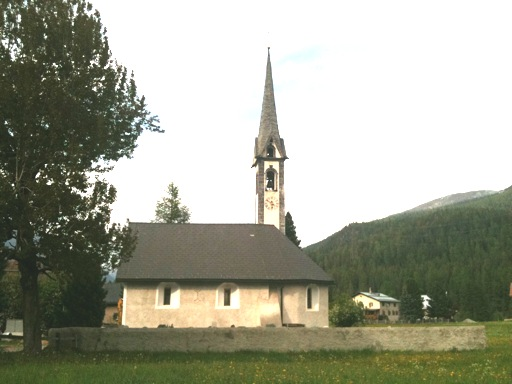
Reformierte Kirche Cinuos-chel

Die reformierte Kirche in Cinuos-chel im Oberengadin ist ein evangelisch-reformiertes Gotteshaus unter dem Denkmalschutz des Kantons Graubünden.

## Geschichte und Ausstattung
Vor der Errichtung der heutigen Dorfkirche, wurden Gottesdienste in der Kirche St. Ulrich und Nikolaus abgehalten. 1615 noch vor Ausbruch der Bündner Wirren wurde die Kirche mit zugehörigem Friedhof errichtet. In den Jahren 1658 bis 1834 amtete in Cinuos-chel mit Bewilligung der Bündner Synode ein eigener Pfarrer.
Markant und dorfbild- und landschaftsprägend ist der schmale, steil aufragende Turm mit einem Spitzhelm über Wimpergen. Das Kircheninnere ist schlicht gehalten, im unteren Teil mit Arvenholz verkleidet. Eine schalldeckellose Kanzel beschliesst linksseitig den durch einen Rundbogen vom Kirchenschiff getrennten Chor, in dessen Mitte ein Tauftisch steht, auf dem auch das Abendmahl gefeiert wird.
Im Turm hängen zwei Glocken gegossen 1846 von Pruneri Grosio und 1875 von Gebrüder Theus Felsberg. Die Inschrift auf der Theus Glocke (+ IN REGORDANZA DALLA SIGNURA MADALENA BERNHARD NATTA JUVALTA E DALLA NUOVA ERA POLITICA DELS 19. AVRIGL 1834 +) und die Tatsache, dass das Verzeichnis der Glocken der Giesserei Theus für die Jahre 1833 und 1875 zwei gleich schwere Glocken für Scanf (Cinuskel) ausweist, deutet darauf hin, dass die heutige Theus Glocke von 1875 ein Umguss der früheren Glocke von 1833 ist.

## Kirchliche Organisation
Von 1658 bis 1834 hatte die Kirche Cinuos-chel einen eigenen Pfarrer. Seither wird der Pfarrdienst von S-chanf versehen. Cinuos-chel bildete mit S-chanf eine Kirchgemeinde (und darüber hinaus mit Zuoz eine Pastorationsgemeinschaft). Seit 2017 gehört S-chanf zur Evangelisch-reformierten Kirchgemeinde Oberengadin (romanisch: Baselgia evangelica-refurmeda Engiadin'Ota), umgangssprachlich Refurmo genannt.